# Herb powiatu legnickiego
Herb powiatu legnickiego – jeden z symboli powiatu legnickiego, ustanowiony 28 kwietnia 2005.

## Wygląd i symbolika
Herb przedstawia na tarczy  dzielonej w słup w polu prawym - złotym połuorzeł czarny z głową zwróconą w prawo, językiem w kolorze czerwonym, wystającym z rozchylonego dzioba i połową półksiężyca srebrnego umieszczonego na skrzydle i piersi, zwróconego rogiem ku górze; na dolnej części tułowia ptaka zaznaczone są pióra; w polu lewym czerwono-biała szachownica, złożona z 21 pól czerwonych i białych ułożonych w trzech kolumnach, zawierających odpowiednio osiem, siedem i sześć pól szachowych; przy czym w kolumnie pierwszej - przylegającej do półuorła pierwsze i ostatnie pole są koloru czerwonego. Herb powiatu powstał w inspiracji herbem księstwa legnickiego.